# Ferrari 612 Scaglietti
Ferrari 612 Scaglietti je dvoudveřový, GT automobil, vyrobený automobilkou Ferrari. 612 Scaglietti byl navržen jako nástupce 456M. Je velmi prostorný, a to z něj dělá skutečný čtytřsedadlový automobil s dostatkem místa na zadních sedadlech. Automobil se vyráběl v letech 2004–2011. Byl nahrazen typem FF.
Design, zejména velké boční prolisy a přední světlomety, odkazuje na Ferrari 375 MM z roku 1954, které si nechal režisér Roberto Rossellini vyrobit pro svoji ženu Ingrid Bergmanovou.

## Další technické údaje
- Rozchod vpředu: 1 688 mm
- Rozchod vzadu: 1 641 mm

## Motor
612 Scaglietti má stejný motor jako 575M Maranello.
- Objem: 5 748 cm3
- Vrtání × zdvih: 89 × 77 mm
- Kompresní poměr: 11,2:1
- Max. výkon: 397 kW (540 k) při 7 250 ot/min
- Max. točivý moment: 588 Nm při 5 250 ot/min

## Ferrari GG50 (2006)
GG50 byl koncept vozu vyvinutý studiem Italdesign-Giugiaro SPA design, připomínající 50. výročí projektování automobilů Giorgetta Giugiara. Vozidlo bylo odhaleno v roce 2006.

## Cornes 30. výročí vydání (2006)
Jedná se o omezenou (20 kusů) verzi pro japonský trh připomínající 30. výročí dovozu automobilů Ferrari firmou Cornes & Co. do Japonska. Obvyklá cena byla 33 980 000 jenů (304 000 $).

## 612 Kappa
612 Kappa je jednorázově postavený vůz pro Petera S. Kalikowa. Automobil má hliníkové tělo, a tím vyčnívá z řady 612. Má stejná zadní koncová světla jako Enzo a F430, také chromované rámečky světlometů a střešní okno, ve kterém jsou použity fotovoltaické články, které umožňují regulovat změnu propustnost světla.

## 612 Sessanta

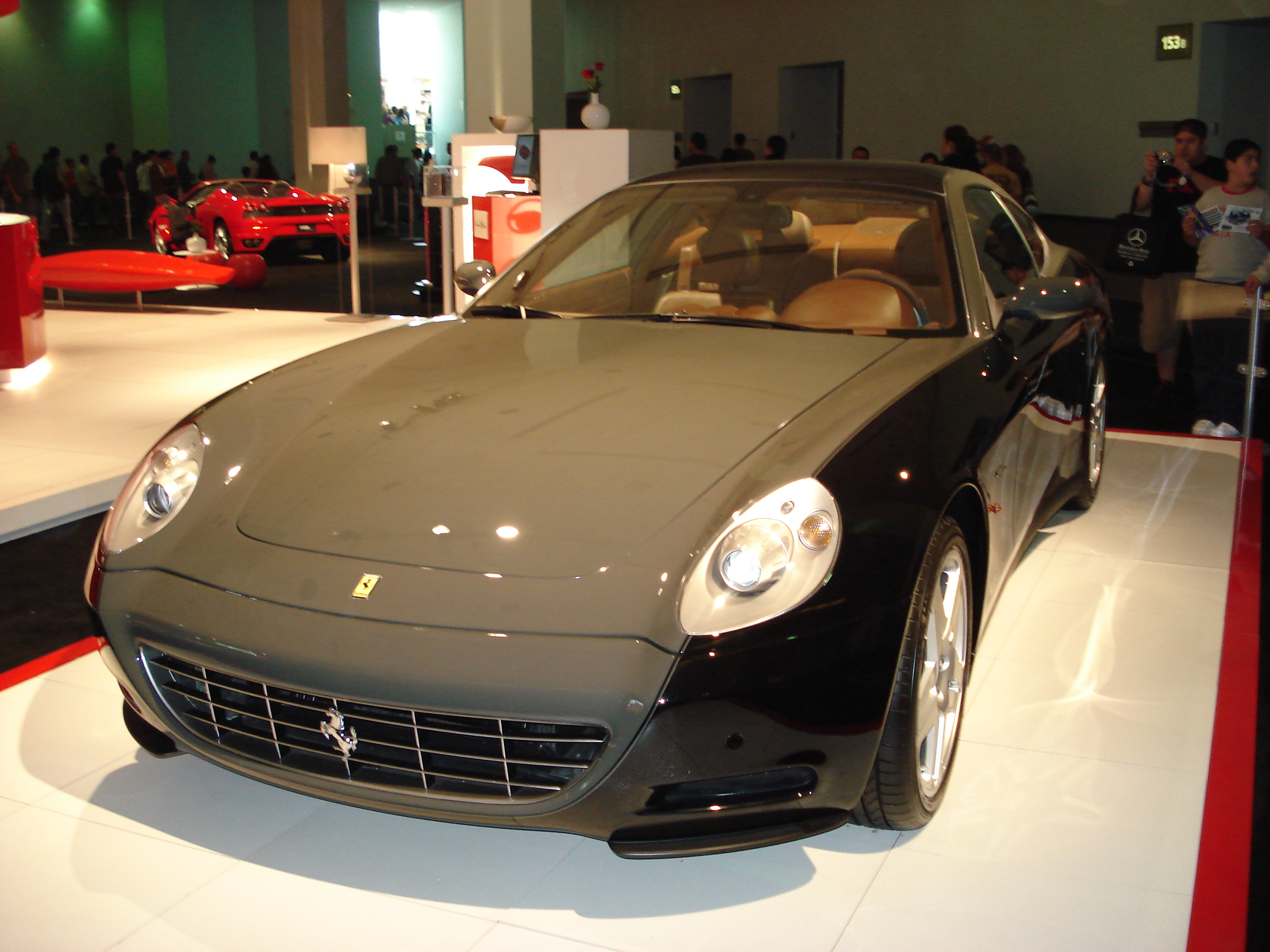
Ferrari 612 Sessanta

Jedná se o omezenou verzi (60 kusů) připomínající 60. výročí firmy. Zahrnuje 19palcová kovaná hliníková kola, černé chromované výfuky a převodovku F1, třípolohovou elektrochromní skleněnou střechu, volant s tlačítkem s funkcí start/stop a multimediální jednotku Bose.

## Policejní verze
Verze s policejním lakováním obsahuje balíček Handling GTS a Daytona sedačky, vlastní výběr stehů a kožené detaily, žlutý tachometr, žluté brzdové třmeny a znaky Scuderia Ferrari. Doporučená cena je 200 411 £ a je včetně čtyřleté záruky.
Svoji službu začal ve Velké Británii 18. května 2007, při příležitosti řízení jízdy 1 500 mil z Belfastu do Londýna.